# Campionati del mondo di atletica leggera 2013 - Lancio del martello maschile
La gara di lancio del martello maschile si è svolta tra sabato 10 agosto e lunedì 12 agosto 2013.

## Podio
| Pos.    | Atleta         | Nazionalità | Misura  |
| ------- | -------------- | ----------- | ------- |
| Oro     | Paweł Fajdek   | Polonia     | 81,97 m |
| Argento | Krisztián Pars | Ungheria    | 80,30 m |
| Bronzo  | Lukáš Melich   | Rep. Ceca   | 79,36 m |

## Situazione pre-gara

### Record
Prima di questa competizione, il record del mondo (WR) e il record dei campionati (CR) erano i seguenti.
| Record                | Prestazione | Atleta                        | Data                               | Competizione              |
| --------------------- | ----------- | ----------------------------- | ---------------------------------- | ------------------------- |
| Record mondiale       | 86,74 m     | Jurij Sedych Unione Sovietica | 30 agosto 1986 Stoccarda, Germania |                           |
| Record dei campionati | 83,89 m     | Ivan Cichan Bielorussia       | 8 agosto 2005 Helsinki, Finlandia  | Campionati del mondo 2005 |

### Campioni in carica
I campioni in carica, a livello mondiale e olimpico, erano:
| Campione | Atleta                  | Prestazione | Data                                | Competizione               |
| -------- | ----------------------- | ----------- | ----------------------------------- | -------------------------- |
| Olimpico | Krisztián Pars Ungheria | 80,59 m     | 5 agosto 2012 Londra, Regno Unito   | Giochi della XXX Olimpiade |
| Mondiale | Kōji Murofushi Giappone | 81,24 m     | 29 agosto 2011 Taegu, Corea del Sud | Campionati del mondo 2011  |

### La stagione
Prima di questa gara, gli atleti con le migliori tre prestazioni dell'anno erano:
| Pos. | Atleta                     | Prestazione | Data                             |
| ---- | -------------------------- | ----------- | -------------------------------- |
| 1    | Krisztián Pars Ungheria    | 81,02 m     | 15 giugno 2013 Stettino, Polonia |
| 2    | Sergej Litvinov Russia     | 80,89 m     | 15 luglio 2013 Mosca, Russia     |
| 3    | Dilshod Nazarov Tagikistan | 80,71 m     | 25 maggio 2013 Halle, Germania   |

## Risultati

### Qualificazioni
Qualificazione: almeno 77,00 m (Q) o le migliori 12 misure (q) avanzano alla finale.
| Pos. | Gruppo | Nome                          | Nazionalità | 1ª prova | 2ª prova | 3ª prova | Misura  | Note |
| ---- | ------ | ----------------------------- | ----------- | -------- | -------- | -------- | ------- | ---- |
| 1    | A      | Krisztián Pars                | Ungheria    | 75,21 m  | 79,06 m  |          | 79,06 m | Q    |
| 2    | A      | Lukáš Melich                  | Rep. Ceca   | 78,52 m  |          |          | 78,52 m | Q    |
| 3    | B      | Primož Kozmus                 | Slovenia    | 78,10 m  |          |          | 78,10 m | Q    |
| 4    | B      | Dilshod Nazarov               | Tagikistan  | 71,70 m  | 77,93 m  |          | 77,93 m | Q    |
| 5    | B      | Sergej Litvinov               | Russia      | 75,08 m  | 74,20 m  | 77,41 m  | 77,41 m | Q    |
| 6    | A      | Marcel Lomnický               | Slovacchia  | 74,11 m  | 76,97 m  | 76,60 m  | 76,97 m | q    |
| 7    | B      | Szymon Ziółkowski             | Polonia     | 76,19 m  | 76,85 m  | 75,15 m  | 76,85 m | q    |
| 8    | A      | Kōji Murofushi                | Giappone    | 74,10 m  | x        | 76,27 m  | 76,27 m | q    |
| 9    | A      | Paweł Fajdek                  | Polonia     | x        | 76,17 m  | 75,18 m  | 76,17 m | q    |
| 10   | B      | Markus Esser                  | Germania    | 70,44 m  | 72,54 m  | 75,90 m  | 75,90 m | q    |
| 11   | B      | Nicola Vizzoni                | Italia      | 74,65 m  | 74,02 m  | 75,38 m  | 75,38 m | q    |
| 12   | B      | Jury Šajunoŭ                  | Bielorussia | x        | 74,15 m  | 75,18 m  | 75,18 m | q    |
| 13   | B      | Quentin Bigot                 | Francia     | 73,69 m  | 70,46 m  | 74,98 m  | 74,98 m |      |
| 14   | B      | Paval Kryvicki                | Bielorussia | 74,45 m  | x        | x        | 74,45 m |      |
| 15   | B      | Ákos Hudi                     | Ungheria    | 70,56 m  | 74,30 m  | 73,72 m  | 74,30 m |      |
| 16   | A      | Mattias Jons                  | Svezia      | 73,47 m  | x        | x        | 73,47 m |      |
| 17   | A      | A. G. Kruger                  | Stati Uniti | x        | 73,35 m  | 73,23 m  | 73,35 m |      |
| 18   | A      | Jevhen Vynohradov             | Ucraina     | 71,05 m  | x        | 72,90 m  | 72,90 m |      |
| 19   | B      | Igors Sokolovs                | Lettonia    | 72,78 m  | x        | x        | 72,78 m |      |
| 20   | B      | Dzmitry Marshin               | Azerbaigian | 72,43 m  | x        | x        | 72,43 m |      |
| 21   | A      | Valery S'vjatocha             | Bielorussia | x        | 70,35 m  | 72,05 m  | 72,05 m |      |
| 22   | A      | Hassan Mohamed Mahmoud        | Egitto      | 70,11 m  | 71,88 m  | x        | 71,88 m |      |
| 23   | A      | Roberto Janet                 | Cuba        | 71,73 m  | x        | 69,07 m  | 71,73 m |      |
| 24   | B      | Chris Harmse                  | Sudafrica   | 71,42 m  | x        | x        | 71,42 m |      |
| 25   | A      | Javier Cienfuegos             | Spagna      | 70,79 m  | 70,05 m  | x        | 70,79 m |      |
| 26   | A      | Mohamed Ashraf Amjad Al-Saifi | Qatar       | 69,70 m  | x        | x        | 69,70 m |      |
| 27   | B      | Aleksey Korolev               | Russia      | 69,69 m  | x        | x        | 69,69 m |      |
|      | A      | Aleksej Zagornyj              | Russia      | x        | x        | x        | NM      |      |
|      | A      | Ali Al-Zinkawi                | Kuwait      |          |          |          | DNS     |      |

Legenda: 
- x = Lancio nullo;
- Q = Qualificato direttamente;
- q = Ripescato;
- RN = Record nazionale;
- RP = Record personale;
- PS = Personale stagionale;
- NM = Nessun lancio valido;
- DNS = Non è sceso in pedana.

### Finale
| Pos.   | Nome              | Nazionalità | 1ª prova | 2ª prova | 3ª prova | 4ª prova | 5ª prova | 6ª prova | Misura  | Note                                     |
| ------ | ----------------- | ----------- | -------- | -------- | -------- | -------- | -------- | -------- | ------- | ---------------------------------------- |
| center | Paweł Fajdek      | Polonia     | 81,97 m  | 80,92 m  | x        | 78,41 m  | x        | 79,57 m  | 81,97 m | ,                                        |
| center | Krisztián Pars    | Ungheria    | 80,30 m  | 79,47 m  | 79,61 m  | 78,90 m  | 79,02 m  | x        | 80,30 m |                                          |
| center | Lukáš Melich      | Rep. Ceca   | 70,66 m  | 77,11 m  | 79,36 m  | 76,88 m  | x        | 75,52 m  | 79,36 m |                                          |
| 4      | Primož Kozmus     | Slovenia    | 77,80 m  | 79,21 m  | 79,22 m  | 78,26 m  | x        | x        | 79,22 m |                                          |
| 5      | Dilshod Nazarov   | Tagikistan  | 72,45 m  | 75,89 m  | 77,69 m  | 78,31 m  | 77,27 m  | 77,84 m  | 78,31 m |                                          |
| 6      | Kōji Murofushi    | Giappone    | 78,03 m  | 75,38 m  | 77,17 m  | 77,63 m  | 77,92 m  | 76,03 m  | 78,03 m | Miglior prestazione personale stagionale |
| 7      | Nicola Vizzoni    | Italia      | 75,33 m  | 77,61 m  | 75,29 m  | x        | 75,42 m  | x        | 77,61 m | Miglior prestazione personale stagionale |
| 8      | Marcel Lomnický   | Slovacchia  | 76,62 m  | x        | 77,57 m  | x        | 76,46 m  | 76,48 m  | 77,57 m |                                          |
| 9      | Szymon Ziółkowski | Polonia     | 75,93 m  | 76,84 m  | 76,50 m  |          |          |          | 76,84 m |                                          |
| 10     | Markus Esser      | Germania    | 74,07 m  | 76,25 m  | x        |          |          |          | 76,25 m |                                          |
| 11     | Sergej Litvinov   | Russia      | 75,90 m  | x        | x        |          |          |          | 75,90 m |                                          |
| 12     | Jury Šajunoŭ      | Bielorussia | 73,68 m  | x        | 72,64 m  |          |          |          | 73,68 m |                                          |

Legenda: 
- x = Lancio nullo;
- MS = Record mondiale stagionale;
- RN = Record nazionale;
- RP = Record personale;
- PS = Personale stagionale;